# Unterseeboot 563
L'Unterseeboot 563 ou U-563 est un sous-marin allemand (U-Boot) de type VIIC utilisé par la Kriegsmarine pendant la Seconde Guerre mondiale.
Le sous-marin fut commandé le 24 octobre 1939 à Hambourg (Blohm & Voss), sa quille fut posée le 30 mars 1940, il fut lancé le 5 février 1941 et mis en service le 27 mars 1941, sous le commandement de l'Oberleutnant zur See Klaus Bargsten (en).
Il fut coulé par des avions alliés dans le Golfe de Gascogne, en mai 1943.

## Conception
Unterseeboot type VII, l'U-563 avait un déplacement de 769 tonnes en surface et 871 tonnes en plongée. Il avait une longueur totale de 67,10 m, un maître-bau de 6,20 m, une hauteur de 9,60 m et un tirant d'eau de 4,74 m. Le sous-marin était propulsé par deux hélices de 1,23 m, deux moteurs diesel Germaniawerft M6V 40/46 de 6 cylindres en ligne de 1 400 cv à 470 tr/min, produisant un total de 2 060 à 2 350 kW en surface et de deux moteurs électriques BBC GG UB 720/8 de 375 cv à 295 tr/min, produisant un total 550 kW, en plongée. Le sous-marin avait une vitesse en surface de 17,7 nœuds (32,8 km/h) et une vitesse de 7,6 nœuds (14,1 km/h) en plongée. Immergé, il avait un rayon d'action de 80 milles marins (150 km) à 4 nœuds (7,4 km/h; 4,6 milles par heure) et pouvait atteindre une profondeur de 230 m. En surface son rayon d'action était de 8 500 milles nautiques (soit 15 700 km) à 10 nœuds (19 km/h). 
L'U-563 était équipé de cinq tubes lance-torpilles de 53,3 cm (quatre montés à l'avant et un à l'arrière) qui contenait quatorze torpilles. Il était équipé d'un canon de 8,8 cm SK C/35 (220 coups) et d'un canon antiaérien de 20 mm Flak. Il pouvait transporter 26 mines TMA ou 39 mines TMB. Son équipage comprenait 4 officiers et 40 à 56 sous-mariniers.

## Historique
Il passa sa phase d'entraînement au sein de la 1. Unterseebootsflottille jusqu'au 1er juillet 1941, puis il intégra sa formation de combat dans cette même flottille.
Sa première patrouille fut précédée par de courts trajets de Kiel à Elseneur et de Elseneur à Bergen. Elle commença le 31 juillet, au départ de Bergen pour l'Atlantique Nord et il navigua entre les Îles Féroé et les Îles Shetland. Il participa à des recherches infructueuses de convois ; il rentra donc à la base après 42 jours en mer.
Un jour après avoir quitté Brest, l'U-563 fut attaqué sans succès par un Bristol Blenheim le 5 octobre, à l'ouest de la Bretagne.

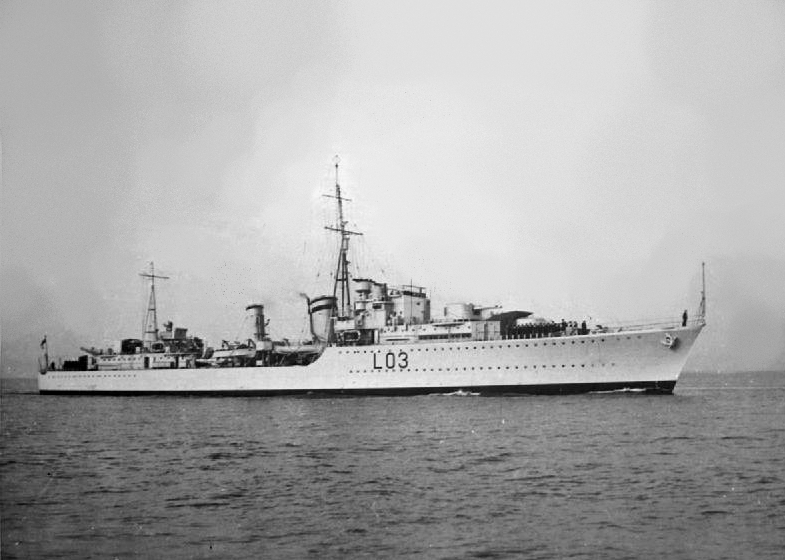
L' fut la première victime du commandant Klaus Bargsten.

Le 24 octobre, il torpilla le destroyer britannique HMS Cossack à l'ouest de Gibraltar (le destroyer coula finalement le 27 octobre). Le lendemain, il fut attaqué par un autre navire britannique, la corvette USS Surprise (PG-63) (en) à l'ouest du Cap Saint-Vincent. N'ayant plus aucune torpille, il se dirigea vers sa base. Sur le chemin du retour, il est attaqué par erreur par un appareil de la Luftwaffe. Le rapport du pilote signale un sous-marin britannique coulé. Il arriva à Brest le 1er novembre 1941.
Le 1er décembre 1941, l'U-563 fut attaqué et gravement endommagé, au large de Brest, par un Whitley de la No. 502 Squadron RAF (en), qui lui lança six charges de profondeur. Le sous-marin est contraint de faire surface. L'appareil britannique le mitrailla, blessant trois hommes, y compris le commandant Bargsten, frappé deux fois à l'épaule. Le sous-marin arriva à Lorient le 3 décembre pour réparations.
Lors de sa quatrième patrouille, l'U-563 navigua vers l'ouest de l'Irlande entre les îles Féroé et les Îles Shetland. Il accosta à Bergen, le 3 février 1942.
Sa cinquième patrouille fut précédée par de courts trajets de Bergen à Hamburg et de Hamburg à Kiel. Elle commença le 1er octobre, dans l'Atlantique Nord. Il arriva à Brest après 37 jours en mer, sans succès.
Le submersible quitta la base le 9 décembre 1942 pour l'Atlantique Est. En transit le 18 décembre, l'U-563 envoya par le fond le navire britannique Bretalda du convoi MKS 3Y, à environ 330 milles marins (610 km) à l'ouest-nord-ouest du Cap Finisterre. Il arriva à Brest le 14 janvier 1943.
L'U-563 fut attaqué par un Bristol Beaufighter le 22 mars 1943, qui lui causa de légers dommages. 
Le 5 avril 1943 dans la matinée, l'U-563 torpilla et endommagea le Sunoil, dans l'est-sud-est du Cap Farewell, le navire fut plus tard coulé par l'U-530. La présence des appareils de porte-avions d'escorte rendaient les attaques bien difficiles.
Le 7 avril, deux hommes de l'équipage de l'U-563 passent par-dessus bord lors d'une attaque d'un B-24 Liberator du 86e escadron.
Son plus gros succès advient le 12 avril 1943, lorsqu'il coule le Pacific Grove et le Ulysses du convoi HX-232. Il endommage également le Fresno City, élément du même convoi, au sud-est du Cap Farewell. Le Fresno City est coulé plus tard dans la journée par l'U-706. L'U-563 est ravitaillé par l'U-462 dans le nord des Açores pour le retour vers sa base, il y arriva le 18 avril 1943.
Le sous-marin quitta sa base le 29 mai pour l'Atlantique. Le 31 mai 1943, durant le transit, l'U-563 fut attaqué et endommagé à 15 h 45 par un Halifax du Sqn 58, au nord-nord-ouest du Cap Farewell, il le mitrailla et lui lança neuf charges de profondeur. Un deuxième Halifax du Sqn 58 arriva sur les lieux et effectua deux attaques, lâchant neuf charges de profondeur, mais l'U-Boot ne coula pas. Il fut chassé sans répit par deux Sunderland, un du Sqn 10 et par un autre du Sqn 228. De telle sorte que l'U-Boot coula finalement à la position 46° 35′ N, 10° 40′ O, noyant une dizaine de membres d'équipage. Plus de trente survivants furent observés portant leurs gilets de sauvetage, mais aucun des 49 membres d'équipage ne fut secouru.

## Affectations
- 1. Unterseebootsflottille du 27 mars 1941 au 1er juillet 1941 (Période de formation).
- 1. Unterseebootsflottille du 1er juillet 1941 au 31 mai 1943 (Unité combattante).

## Commandement
- Oberleutnant zur See Klaus Bargsten (en) du 27 mars 1941 au 15 mars 1942 (Croix de chevalier).
- Kapitänleutnant Götz von Hartmann du 1er avril 1942 au 16 mai 1943 (Croix allemande).
- Oberleutnant zur See Gustav Borchardt du 21 mai 1943 au 31 mai 1943.

## Patrouilles
|       | Commandant                    | Départ           | Départ   | Arrivée           | Arrivée  | Jours     | Succès   |
| ----- | ----------------------------- | ---------------- | -------- | ----------------- | -------- | --------- | -------- |
|       | Oblt. Klaus Heinrich Bargsten | 10 juillet 1941  | Kiel     | 10 juillet 1941   | Elseneur | 1 jours   |          |
|       | Oblt. Klaus Heinrich Bargsten | 27 juillet 1941  | Elseneur | 28 juillet 1941   | Bergen   | 2 jours   |          |
| 1     | Oblt. Klaus Heinrich Bargsten | 31 juillet 1941  | Bergen   | 10 septembre 1941 | Brest    | 42 jours  |          |
| 2     | Oblt. Klaus Heinrich Bargsten | 4 octobre 1941   | Brest    | 1er novembre 1941 | Brest    | 29 jours  | 1 870    |
| 3     | Oblt. Klaus Heinrich Bargsten | 29 novembre 1941 | Brest    | 3 décembre 1941   | Lorient  | 5 jours   |          |
| 4     | Oblt. Klaus Heinrich Bargsten | 21 janvier 1942  | Lorient  | 3 février 1942    | Bergen   | 14 jours  |          |
|       | Oblt. Klaus Heinrich Bargsten | 7 février 1942   | Lorient  | 11 février 1942   | Hamburg  | 5 jours   |          |
|       | Kptlt. Götz von Hartmann      | 19 avril 1942    | Hambourg | 20 avril 1942     | Kiel     | 2 jours   |          |
| 5     | Kptlt. Götz von Hartmann      | 1er octobre 1942 | Kiel     | 6 novembre 1942   | Brest    | 37 jours  |          |
| 6     | Kptlt. Götz von Hartmann      | 9 décembre 1942  | Brest    | 14 janvier 1943   | Brest    | 37 jours  | 4 906    |
| 7     | Kptlt. Götz von Hartmann      | 20 mars 1943     | Brest    | 18 avril 1943     | Brest    | 30 jours  | 26 049   |
| 8     | Oblt. Gustav Borchardt        | 29 mai 1943      | Brest    | 31 mai 1943       | Coulé    | 3 jours   |          |
| Total | Total                         | Total            | Total    | Total             | Total    | 207 jours | 32 825 t |

Note : Oblt. = Oberleutnant zur See - Kptlt. = Kapitänleutnant

### Opérations Wolfpack
L'U-563 opéra avec les Wolfpacks (meute de loups) durant sa carrière opérationnelle.
- Grönland (10-23 août 1941)
- Kurfürst (23 août - 2 septembre 1941)
- Seewolf (2-7 septembre 1941)
- Breslau (4-29 octobre 1941)
- Panther (11-16 octobre 1942)
- Puma (16-29 octobre 1942)
- Falke (28 décembre 1942 - 5 janvier 1943)
- Löwenherz (1-10 avril 1943)
- Lerche (10-16 avril 1943)

## Navires coulés
L'U-563 coula 3 navires marchands totalisant 14 689 tonneaux, 1 navire de guerre de 1 870 tonneaux et endommagea 2 navires pour un total de 16 266 tonneaux au cours des 8 patrouilles (207 jours en mer) qu'il effectua.
| Date             | Nom           | Nationalité | Tonnage | Fait      |
| ---------------- | ------------- | ----------- | ------- | --------- |
| 24 octobre 1941  | HMS Cossack   | Royal Navy  | 1 870   | Coulé     |
| 18 décembre 1942 | Bretwalda     | Royaume-Uni | 4 906   | Coulé     |
| 5 avril 1943     | Sunoil        | USA         | 9 005   | Endommagé |
| 12 avril 1943    | Fresno City   | Royaume-Uni | 7 261   | Endommagé |
| 12 avril 1943    | Pacific Grove | Royaume-Uni | 7 117   | Coulé     |
| 12 avril 1943    | Ulysses       | Pays-Bas    | 2 666   | Coulé     |